# Fritz Käsermann
Fritz Käsermann – szwajcarski zapaśnik walczący w stylu wolnym. Olimpijczyk z Amsterdamu 1928, gdzie zajął siódme miejsce w wadze półśredniej.
Wicemistrz Europy w 1930; trzeci w 1929 roku.

## Letnie Igrzyska Olimpijskie 1928
| Konkurencja      | Rundy eliminacyjne   | Klas. końcowa |
| Konkurencja      | 1/4                  | Miejsce       |
| ---------------- | -------------------- | ------------- |
| 72 kg styl wolny | Jean Jourlin (FRA) P | 7.            |